# Darja Iljinitschna Schadtschnewa
Darja Iljinitschna Schadtschnewa (russisch Дарья Ильинична Шадчнева, englisch Daria Shadchneva; * 10. August 2006) ist eine russische Tennisspielerin.

## Karriere
Schadtschnewa spielt bislang vorrangig auf der ITF Women’s World Tennis Tour, wo sie bisher zwei Titel im Doppel gewann.
2024 qualifizierte sie sich im Mai für das Hauptfeld im Juniorinneneinzel der French Open, wo sie in der ersten Runde gegen die an Position zwei gesetzte Emerson Jones mit 7:63 und 6:4 gewann, dann aber in der zweiten Runde gegen Rose Marie Nijkamp mit 3:6, 6:3 und 6:74 verlor. Im Juniorinnendoppel verlor sie an der Seite ihrer Partnerin Marija Golowina mit 6:1, 2:6 und [6:10] gegen Valentina Mediorreal Arias und Mia Pohánková.
Anfang 2025 gewann sie die North Palmyra Trophy. Sie steht Ende April auf Position 74 der ITF-Juniorinnen-Weltrangliste und wird bei Tenis Recruiting Network im Einzel und Doppel mit einer UTR von 10.x geführt.

## Turniersiege

### Doppel
| Nr. | Datum            | Turnier             | Kategorie | Belag     | Partnerin       | Finalgegnerinnen                   | Ergebnis |
| --- | ---------------- | ------------------- | --------- | --------- | --------------- | ---------------------------------- | -------- |
| 1.  | 9. November 2024 | Scharm asch-Schaich | ITF W15   | Hartplatz | Marija Golowina | Jewgenija Burdina Nina Rudjukowa   | 7:5, 6:1 |
| 2.  | 26. April 2025   | Scharm asch-Schaich | ITF W35   | Hartplatz | Marija Golowina | Warwara Panschina Darja Zelinskaja | kampflos |